# F8F熊貓戰鬥機
F8F熊貓戰鬥機是美國格魯曼飛機公司於第二次世界大戰末期推出的艦載戰鬥機，也是該公司最後推出的螺旋槳戰鬥機，該機延續了格魯曼飛機總是以「X貓」或貓科動物的命名傳統而命名為「熊貓」（BEARCAT）。
熊貓戰鬥機最早的概念源自參加過中途島海戰的F4F戰鬥機飛行員與格魯曼的副執行長傑克·斯威布爾在1942年6月23日於珍珠港舉行的會議。會中薩奇少校指出良好的爬升率是一架優秀戰鬥機最重要的指標之一。
由於爬升率在很大程度上與推重比有關，另一方面新的機型被要求要能在護航航空母艦上操作，由於機身過於龐大和過重，使得美國海軍現有的F6F地獄貓戰鬥機難以在護航航母上操作。也因此小機身大馬力便成為美國海軍新型戰鬥機的設計方向。
原本美國海軍計劃在1945年下半年發動「奧林匹克作戰」，派兵攻打日本本土，但面對日本新推出的紫電改戰鬥機和四式戰疾風等新銳戰鬥機，現有的F6F地獄貓不佔性能優勢，另一方面，美國海軍另一種主力陸上戰鬥機F4U戰鬥機也在克服上艦技術難題後漸成為主力艦載戰鬥機，這些原因都是格魯曼要推出全新艦載戰鬥機也就是F8F的原因。

## 基本資料(F8F-1)
- 機長：8.61米
- 翼展：10.92米
- 機高：4.21米
- 空重：3207公斤
- 載重：4354公斤
- 翼面積：22.67平方米
- 發動機：1組普惠R-2800-34W風冷式發動機（馬力=2100匹，使用水與酒精的混和物噴射進汽缸，可得短暫2400匹馬力）
- 昇限：11796米
- 最快時速：678公里/小時
- 航程：1778公里
- 武裝：4挺裝設於機翼的12.7毫米口徑白朗寧M2重機槍
- 乘員：1人

## 設計

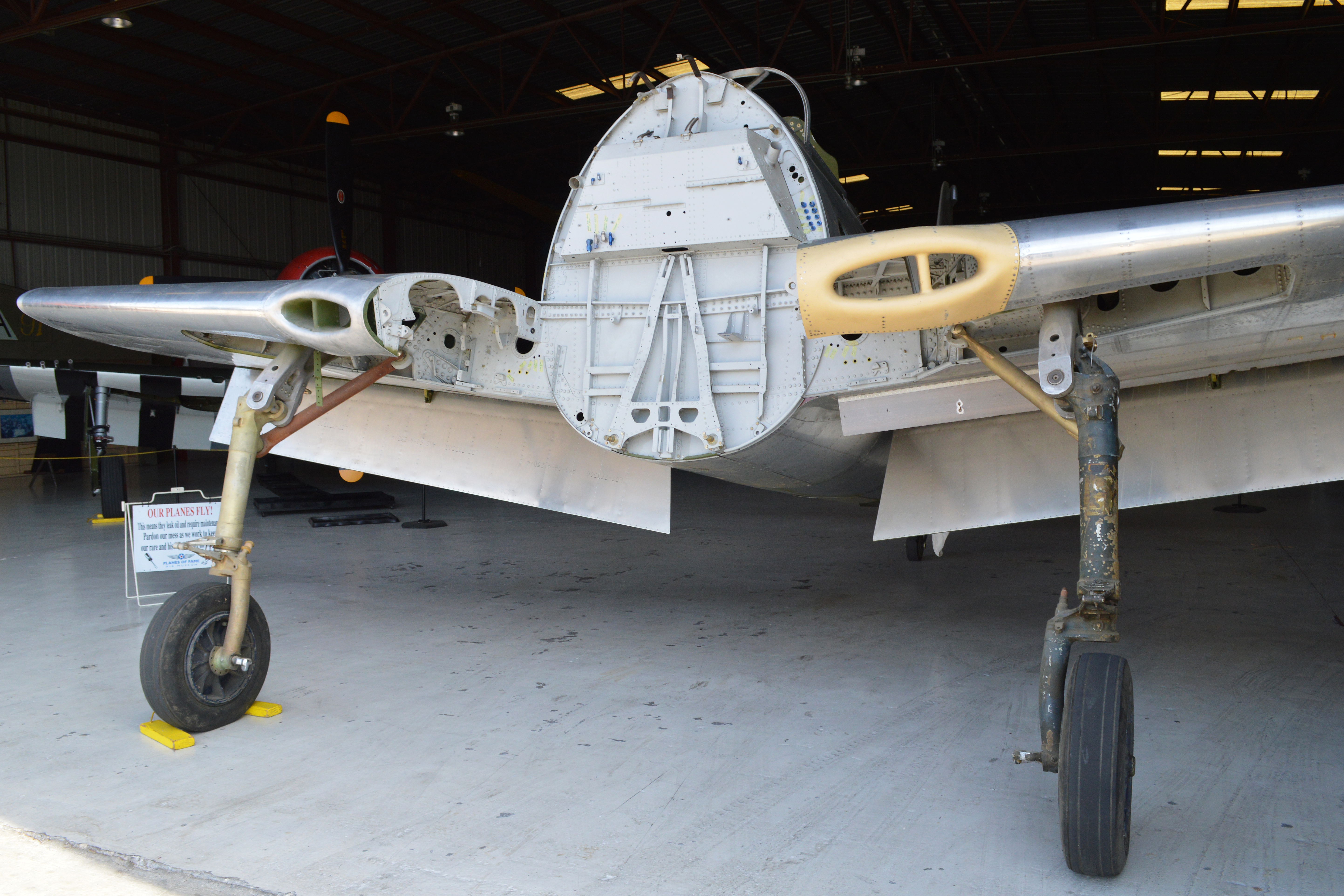
F8F的主起落架設計獨特，採用一個關節接頭而令它能伸縮，當它降落時此關節接頭伸出而增加了主起落架長度，而起飛時此關節接頭向外收起而減少了主起落架佔有的機翼內空間

當格魯曼公司參考了擄獲的德國Fw 190戰鬥機後，確定了小機身搭配大馬力的設計概念，後在發動機沿用自F6F的情況之下，F8F小巧輕盈得多，機身尺寸比F6F小了1/3而重量減輕了大約一噸。
F8F的座艙和發動機罩仍然有裝甲保護，方向舵和升降舵等控制翼面有配平調整片，座艙採用水滴形座艙蓋而令飛行員有360度良好視界，此座艙蓋在跳傘時可整個拋棄，後來以防當飛機翻倒時座艙蓋會被即時壓碎而危及飛行員安全，在座艙蓋內側加上一條脊樑以支持飛機重量，以令倒吊的飛行員能夠有時間被救出。
F8F為了充分發揮R2800發動機那2000匹馬力而採用四葉大直徑（3.84米）螺旋槳，為了避免太長的螺旋槳會打到地面，F8F的主起落架採用一個關節接頭而令它能伸縮，當它降落時此關節接頭伸出而增加了主起落架長度，而起飛時此關節接頭向外收起而減少了主起落架佔有的機翼內空間，F8F的主起落架有夠闊的距離而保證了F8F在地上滑行時的穩定，F8F的主起落架是先收起左邊再收起右邊，F8F的起落架在起飛要盡快收起因為F8F的高速會令它很快超過起落架最快收起的速度，這樣會令起落架損壞。
F8F的主起落架艙後方有一塊小的風阻減速板，當它要向下俯衝時可以打開，F8F可以加掛炸彈和火箭彈作俯衝轟炸，但當F8F俯衝時會很容易達到0.76倍音速，這樣它會面對音障的問題，故這塊小小的風阻減速板能起著避免發生音障問題，否則會令它機毀人亡。
F8F作為艦載戰鬥機，其機翼可以人力向上摺起，早期的機翼翼端有斷裂點，當飛行員做出9g的動作，此斷裂點會斷開以免機翼結構受損，飛機在左或右翼翼端斷開後仍可控制飛機降落，後來證明此設計是多此一舉而把斷裂點取消，現有飛機用鉚釘加固此斷裂點。
F8F作為艦載戰鬥機有著良好的短距離起飛能力，當時新規定艦載機起飛時要用彈射器彈射起飛，但F8F卻無需使用彈射器都能自行在航空母艦的飛行甲板滑行起飛而且距離比用彈射器時更短。
F8F為求輕量化，相較於F6F的六挺M2重機槍，本機初期只有於機翼裝備4挺M2重機槍，也因此人們批評它火力減弱。故之後的型號將機槍更換為20毫米機砲，火力大幅上升。

## 型號
- F8F-1

基本型
- F8F-1B

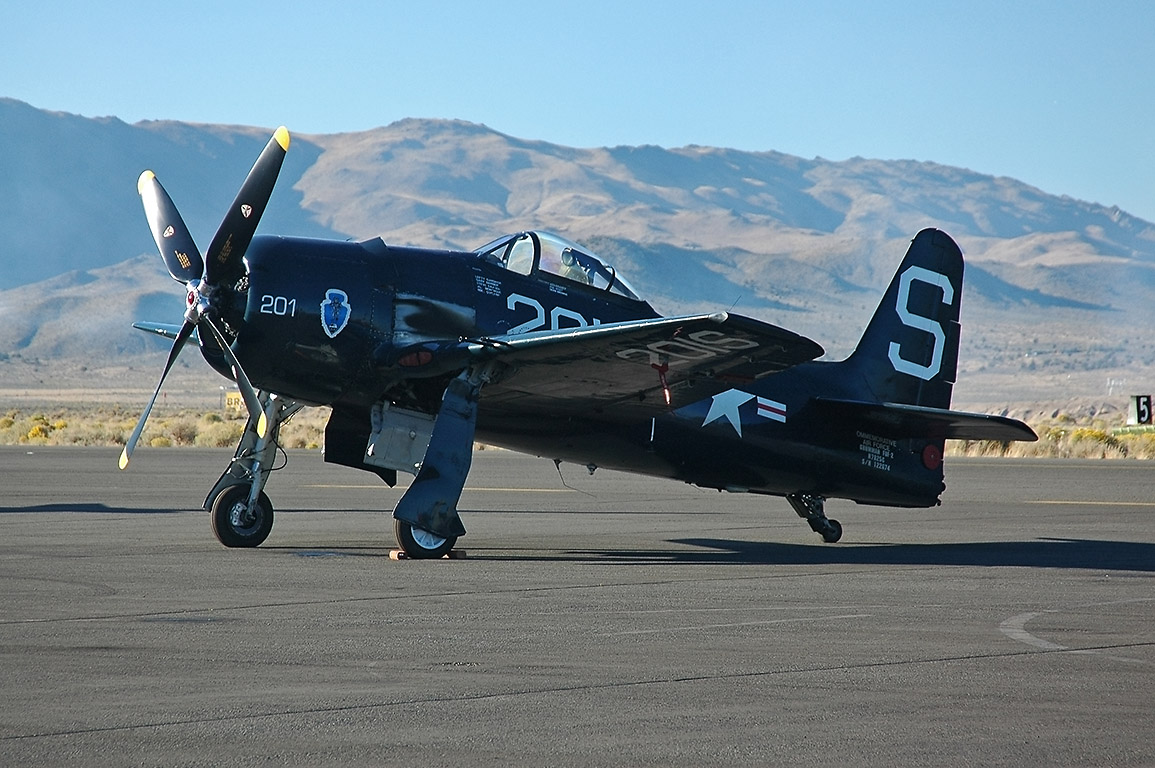
F8F-2

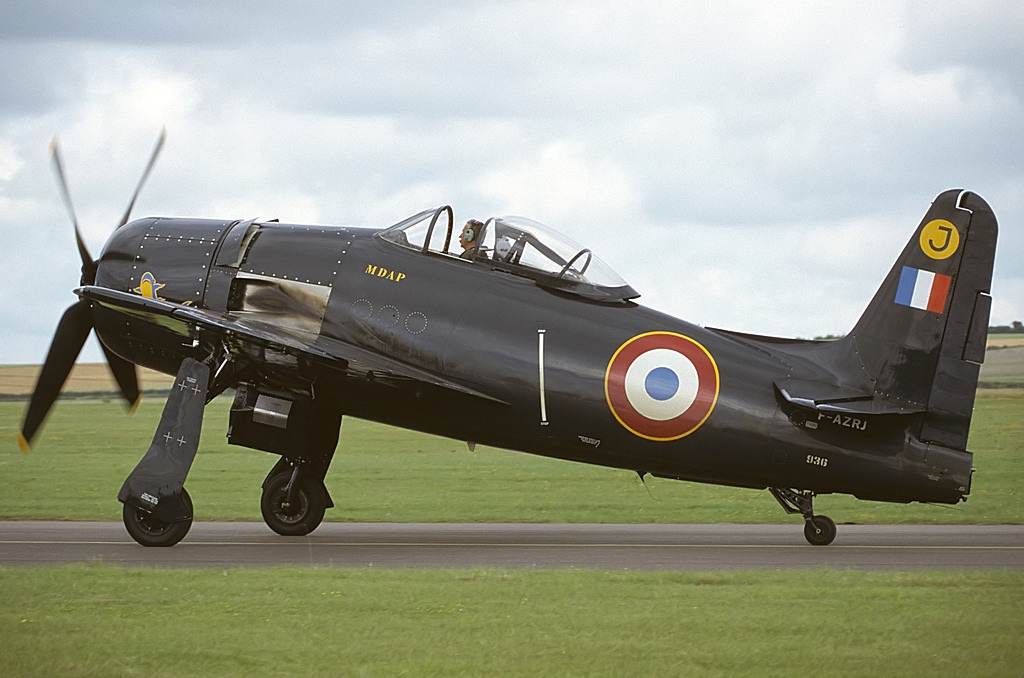
法軍的F8F-1(D)B

火力增強至4挺20毫米口徑M3機炮，為了容納機炮而令機翼有凸起，彈藥箱成為機翼內部結構的一部份
- F8F-2

採用更大馬力（2250匹）的普惠R-2800-30W，為了抗衡更大的反作用扭力，垂直尾翼被加高30.5厘米
- F8F-1N

F8F-1的夜間戰鬥機型，加裝一個雷達吊艙，但海軍嫌4枝M2重機槍火力太弱而不採用
- F8F-2N

F8F-2的夜間戰鬥機型，同上，雖得到海軍採用但數量祇有13架而且很快被也同樣是夜間戰鬥機的F4U-5N取代
- F8F-2P

F8F-2的偵察機型，加裝3部K-17或K-18空用照相機，外側機炮被拆除
- F8F-1(D)B

外銷給法國的二手F8F，依照法國的要求修改了燃油系統並加裝SCR300無線電機
- F3M-1

原本要求通用汽車公司代為生產的熊貓但後來計劃被取消

## 實戰

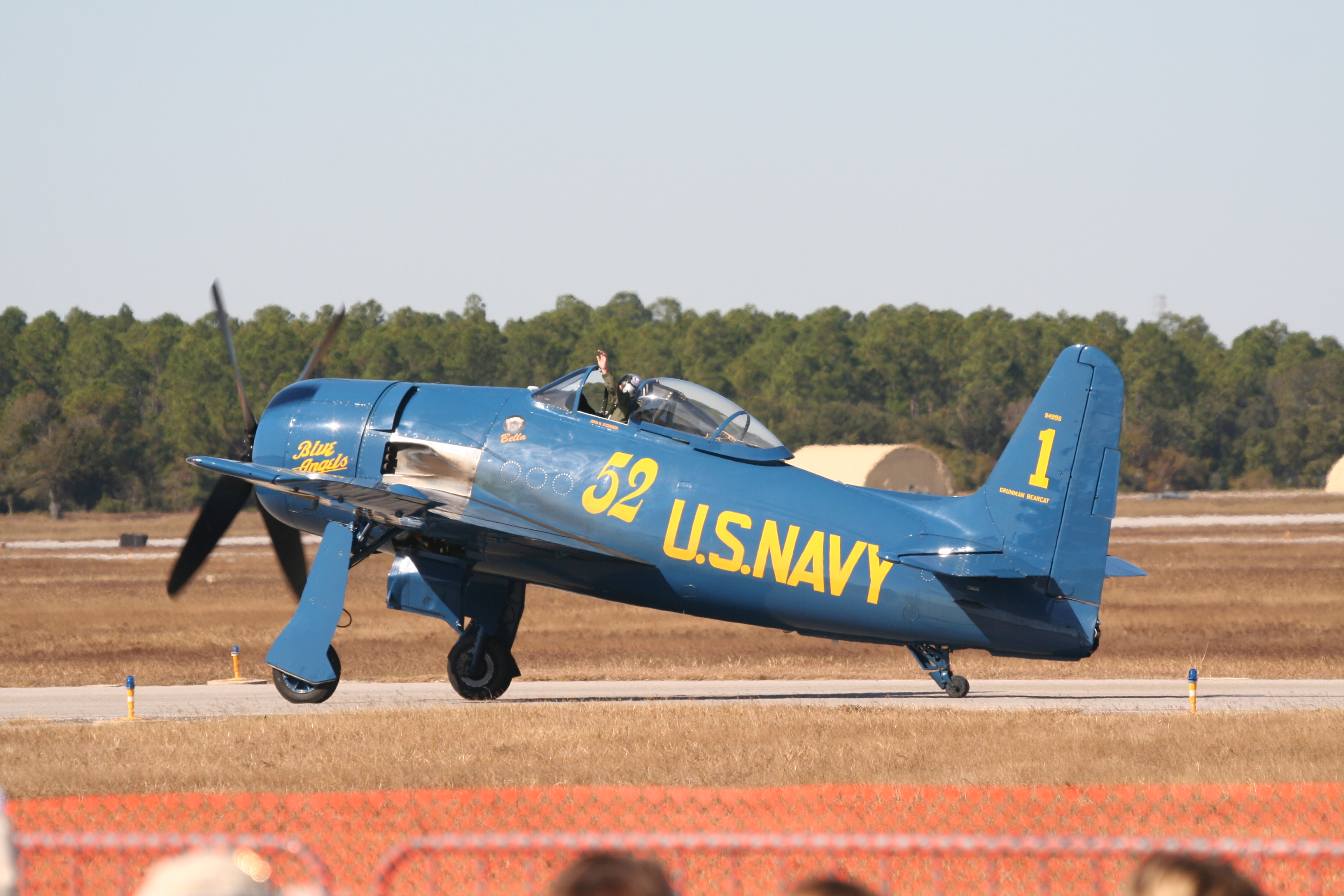
F8F曾用於藍天使特技飛行表演隊

1945年8月6日，載著VF-19中隊的F8F-1的蘭利號航空母艦起程前往太平洋戰區，但在同一日，美國在日本廣島投下了一枚原子彈，不久日本宣佈投降，F8F因此失去在二次大戰出場的機會，二戰後F6F退役而令F8F成為美國海軍唯一的格魯曼製螺旋槳戰鬥機，美國海軍陸戰隊也使用F8F-2，韓戰期間F8F-2P曾多次在朝鮮半島作空中偵察，美國海軍艦載戰鬥機隊使用F8F至1951年，之後改為用於飛行訓練和作為靶機控制機至1955年，退役後F8F曾用於藍天使特技飛行表演隊，也有一些流落民間被改裝成為比賽機，改裝包括拆除著艦鈎、裝甲和機炮等軍用設備，令這些比賽機重量減輕了大約1360公斤。
法國空軍也買了美國二手的F8F並用於越南對付由胡志明領導的越盟，法軍的F8F曾用於奠邊府戰役，作為對地攻擊機，面對越盟的防空炮火損失不詳，奠邊府戰役以法軍的戰敗作結。在日內瓦協議後，法國勢力逐漸撤離中南半島。而美國則開始介入越南事務，親美的南越有25架法國人留下的F8F，泰國也有100架二手的F8F-1和29架F8F-1B。

## 使用國家
- 美国
- 法國
- 泰國
- 越南共和国

## 流行文化
在2015年戰遊網大型多人在线角色扮演射击游戏《戰艦世界》當中，F8F戰鬥機除了被用作美國銀幣系艦隊航空母艦中途島號與銀幣系支援航空母艦艾塞克斯號的艦載戰鬥機以外，還奇怪地發展出虛構的浮筒型從而搭載於弗萊徹級驅逐艦第23號艦哈爾福特（DD-480；1943年前配置）以上用作其艦載水上飛機，取代其史實搭載的OS2U水上飞机；而中國智能手机遊戲《碧藍航線》與戰艦世界的第七次聯動活動當中，在哈爾福特（DD-480）的艦娘登場的同時，亦讓其所配用的F8F戰鬥機沿用相關資料登場，並且命名為“试作型F8F熊猫（浮筒型）T0”。

## 外部連結
- 纯种格鲁曼-F8F“熊猫”（页面存档备份，存于）

1. ↑  Ewing 2004, pp. 182, 308.